# Wolfgang Eccarius
Wolfgang Eccarius ( n. 1950 ) es un botánico alemán , y es conocido por sus ilustraciones botánicas, y por su formación sobre orquídeas.

## Algunas publicaciones
- wolfgang Eccarius, horst Kümpel. 1989. Die vom Aussterben bedrohten Orchideenarten Thüringens. 16 pp.

### Libros
- wolfgang Eccarius. 2009a. Die Orchideengattung Cypripedium: Phylogenie, Taxonomie, Morphologie, Biologie, Verbreitung, Ökologie und Hybridisation. Editor EchinoMedia, 384 pp. ISBN 3937107193

- -----------------------, helga Dietrich. 2009b. Orchideen-Wanderungen in Thüringen. Editor EchinoMedia, 192 pp. ISBN 3937107207

- horst Kretzschmar, wolfgang Eccarius, helga Dietrich. 2007. The orchid genera Anacamptis, Orchis and Neotinea: phylogeny, taxonomy, morphology, biology, distribution, ecology and hybridisation. 2.ª edición de EchinoMedia, 544 pp. ISBN 3937107126

- -----------------------, gisela Kretzschmar, wolfgang Eccarius. 2004. Orchideen Kreta & Dodekanes. Editor Mediterráneo Editions. 460 pp. ISBN 9608227437

- -----------------------, ------------------------, ------------------------. 2002. Orchideen auf Kreta, Kasos und Karpathos: ein Feldführer durch die Orchideenflora der zentralen Inseln der Südägäis. Editor	H. Kretzschmar, 416 pp . ISBN 3000088784

- -----------------------, ------------------------, ------------------------. 2001. Orchideen auf Rhodos: ein Feltführer durch die Orchideenflora der "Insel des Lichts". Editor Selbstverl. Kretzschmar, 240 pp. ISBN 3000073221

- wolfgang Eccarius. 1999. Orchideenbelege aus Thüringen im Herbarium Haussknecht Jena. Editor Arbeitskreis Heimische Orchideen Thüringen e. V. 80 pp.

- -----------------------. 1987a. Quellenband. Volumen 2 de Mathematik und Mathematikunterricht im Thüringen des 19. Jahrhunderts : eine Studie zum Alltag einer Wissenschaft zwischen 1800 und 1915. Editor Erfurt/Mühlhausen. 502 pp.

- -----------------------. 1983. Die Orchideen des Kreises Eisenach. Número 24 de Eisenacher Schriften zur Heimatkunde. Editor	Kreiskommission zur Erforschung der Geschichte der örtlichen Arbeiterbewegung beim Sekretariat der Kreisleitung der SED :#bPd̈agogisches Kreiskabinett Eisenach, 102 pp.

- -----------------------. 1974. Der Techniker und Mathematiker August Leopold Crelle (1780-1855) und sein Beitrag zur Förderung und Entwicklung der Mathematik im Deutschland des 19. Jahrhunderts. Editor Leipzig

- La abreviatura «Eccarius» se emplea para indicar a Wolfgang Eccarius como autoridad en la descripción y clasificación científica de los vegetales.[1]